# Eurychoromyia mallea
Eurychoromyia mallea (лат.) — вид двукрылых семейства лауксанид подсемейства Eurychoromyiinae. Единственный представитель рода Eurychoromyia.

## Описание
Мухи тёмной окраски с беловатым налётом длиной тела около 5 мм. На голове и груди щетинки едва заметные. Голова трапециевидная. Фронто-орбитальные пластинки отделены от лобной полоски лишь чёрной линией. Лицо в многочисленных белых чешуйчатых волосках. Щёки почти в полтора раза больше высоты глаза. На щеках имеется несколько полос из бледно-белых крестообразных волосков с бороздами между рядами. 0+2 На среднеспинке только две дорсоцентральные щетинки, располагающиеся за поперечным швом. Голени всех ног расширены и уплощены. Тергиты брюшка блестящие коричневые. По бокам 3-5 тергитов имеются чешуйчатые щетинки.

## Экология
Имаго были пойманы с января по март, питаются вероятно спорами грибов.

## Распространение
Вид известен только по типовом экземплярам собранным в Боливии около деревни Сарампиуни на высоте около 700 м над уровнем моря в департаменте Ла-Пас.